# Engelkirche (Hinterhermsdorf)

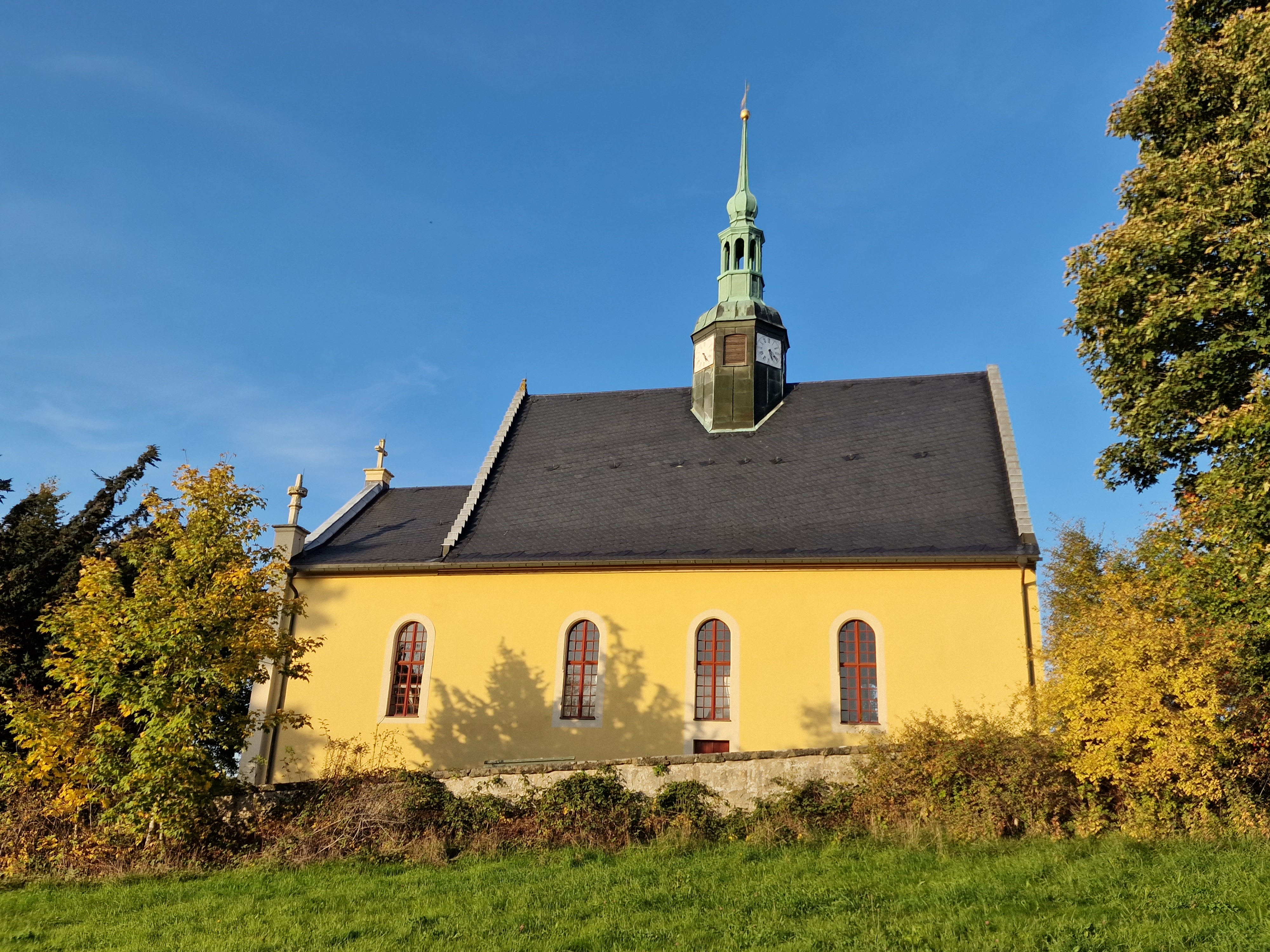
Ev.-Luth. Engelkirche Hinterhermsdorf

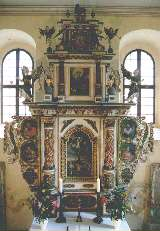
Der barocke Altar

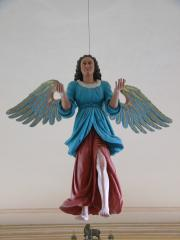
Der namensgebende Taufengel

Die Engelkirche ist eine evangelisch-lutherische Kirche in Hinterhermsdorf, die das Ortsbild prägt. Ihren für evangelische Kirchen ungewöhnlichen Namen der Engelkirche erhielt sie durch den barocken Taufengel, der das Innere schmückt.

## Beschreibung
Die Engelkirche ist eine Saalkirche mit geradem Schluss und Rundbogenfenstern. Sie trägt ein Satteldach mit Dachreiter, das von einer Laterne geschmückt wird. Das Innere wird durch einen barocken Dreiflügelalter (wohl von einem böhmischen Meister) von 1681 bis 1692 und von einem ebenfalls barocken Taufengel geprägt, der der Kirche ihren Namen gab. Die Orgel von 1846 ist von Samuel Heinrich Herold erbaut worden.

## Geschichte

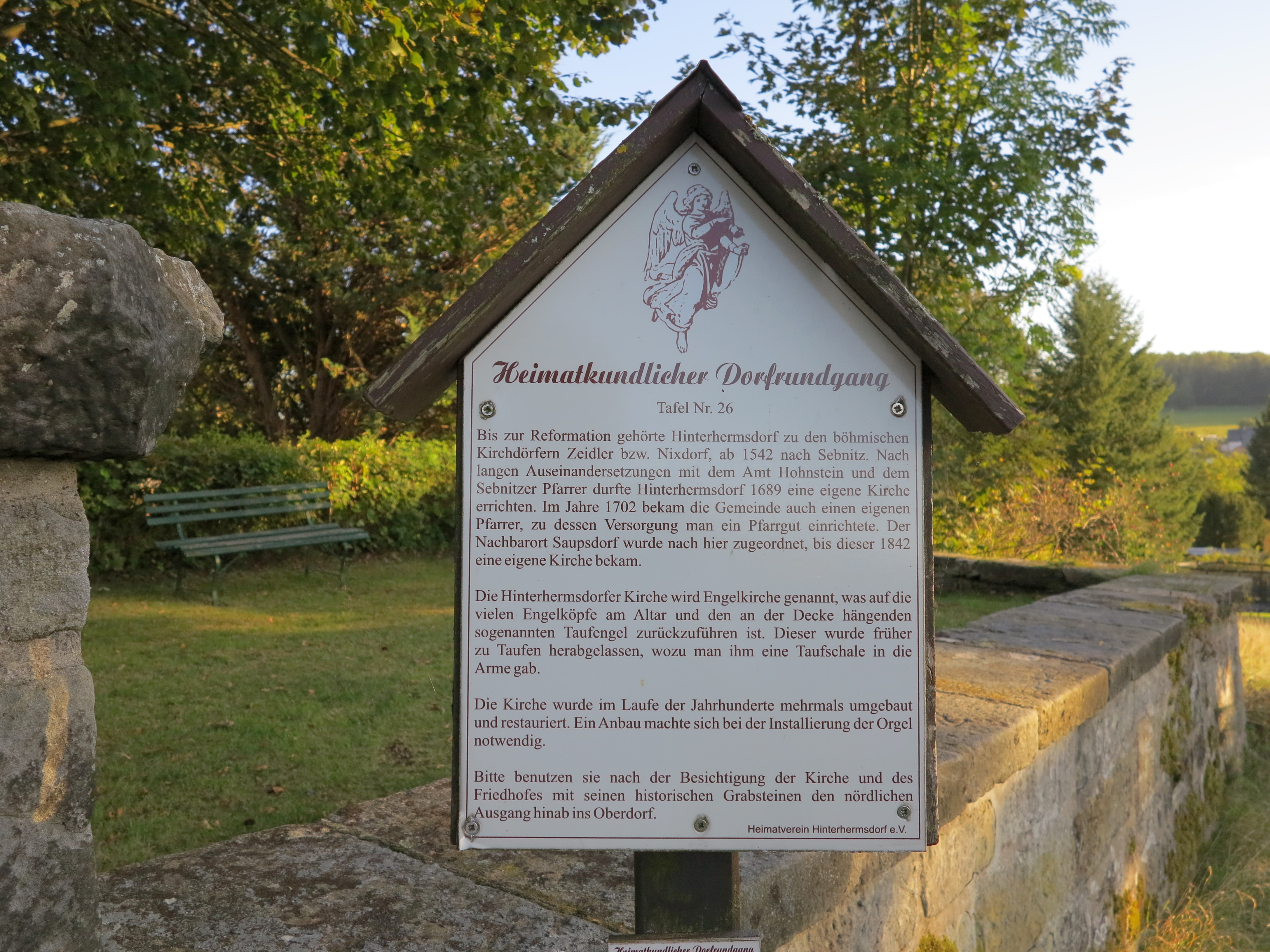
Hinterhermsdorf Heimatkundlicher Dorfrundgang Info-Tafel Nr. 26 an der Friedhofsmauer der Engelkirche

Die Engelkirche wurde nach dem Jahr 1688 auf einer Anhöhe über Hinterhermsdorf errichtet. Baumeister war Hans Hamann aus Tharandt. 1846 erfolgten zahlreiche Umbauten, die in einem neuerlichen Umbau 1939 weitgehend korrigiert wurden. Ende der 1970er Jahre wurden Restaurierungsarbeiten begonnen, die 1988 abgeschlossen wurden. Eine umfangreiche Außensanierung wurde mit Hilfe von Fördermitteln der EU, des Landes Sachsen und der Ev.-Luth. Landeskirche Sachsens im Jahr 2011 begonnen und im Juni 2013 abgeschlossen.

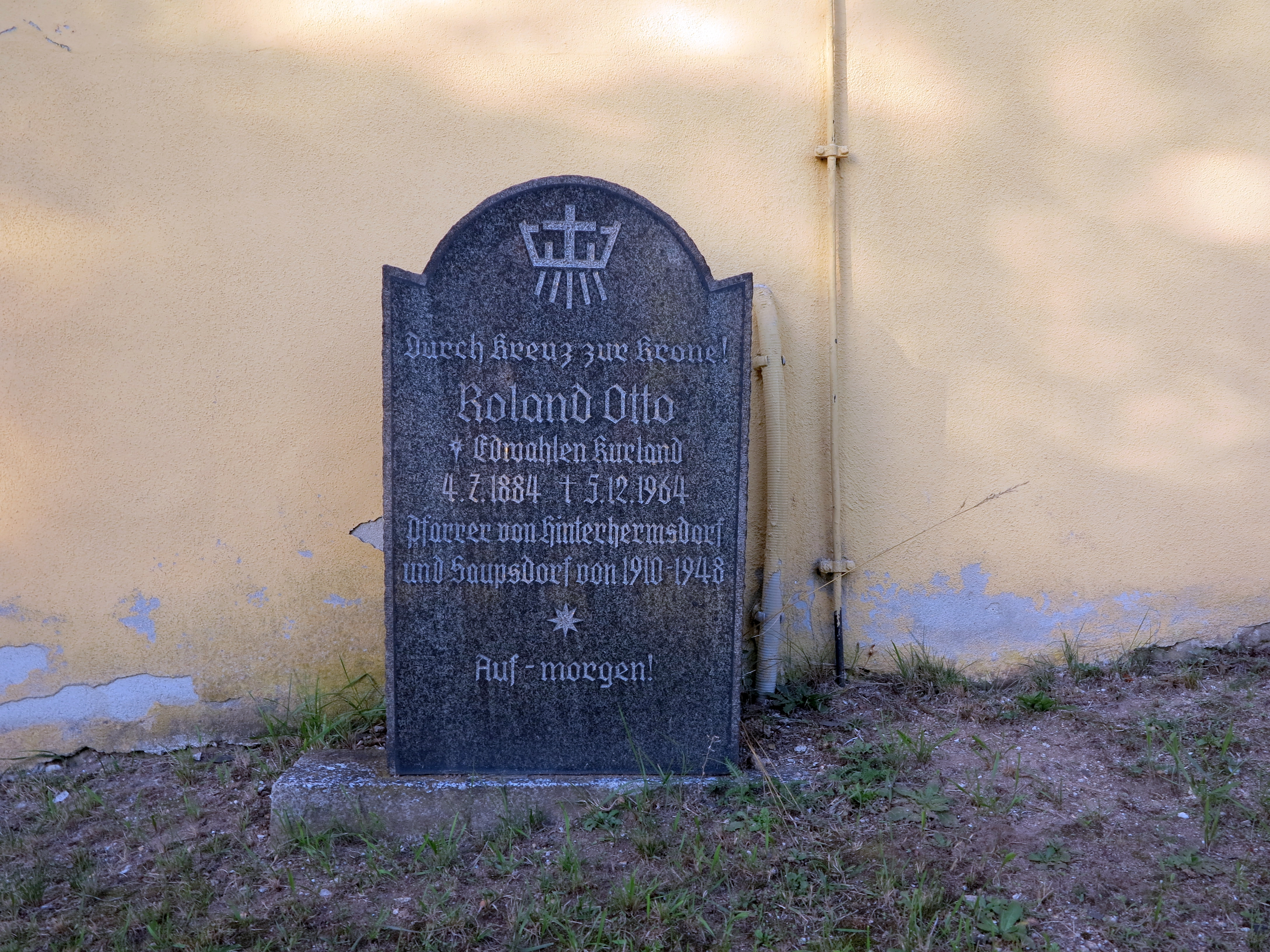
Grabstein an der Kirche für Roland Otto, der von 1910 bis 1948, also 38 Jahre und in der Zeit von 2 Weltkriegen, als Pfarrer Hinterhermsdorf und Saupsdorf betreute.